# Meg Stuart
Meg Stuart (geboren 1965 in New Orleans) ist eine US-amerikanische Tänzerin und Choreographin.

## Leben
Meg Stuart ist Choreografin und Tänzerin und lebt und arbeitet in Berlin und Brüssel. Als Tochter von Theaterdirektoren begann sie in Kalifornien in frühem Alter zu tanzen und zu spielen und regelmäßig in Produktionen ihrer Eltern von Freunden der Familie aufzutreten. Ihre ersten Tanzstudien machte sie als Teenager mit Fokus auf einfache Bewegungsaktionen. Stuart beschloss 1983, nach New York zu ziehen und studierte Tanz an der New York University. Sie setzte ihre Ausbildung bei „Movement Research“ fort, wo sie zahlreiche zeitgenössische und Formen der Release-Techniken erlernte und war in der New Yorker Tanzszene aktiv.
Auf die Einladung hin, beim Klapstuk-Festival in Leuven (1991) aufzutreten, schuf sie ihr erstes abendfüllendes Stück „Disfigure-Study“, das ihre künstlerische Karriere in Europa lancierte. In dieser Choreografie nähert sich Stuart dem Körper als angreifbare physische Einheit an, die dekonstruiert, verzerrt oder verschoben werden kann, und dabei immer noch spürbar bleibt und Sinn ergibt. Mit einem Interesse an der Ausarbeitung ihrer eigenen Struktur gründete Stuart 1994 in Brüssel die „Compagnie Damaged Goods“, um ihre künstlerischen Projekte zu entwickeln. Damaged Goods ist eine flexible, offene Struktur, die die Produktion von stark variierenden Projekten und interdisziplinäre Zusammenarbeit ermöglicht. Meg Stuart und Damaged Goods haben über dreißig Produktionen erarbeitet, von Soli bis zu Gruppenstücken sowie ortsspezifische Werke, Installationen und Improvisationsprojekte.
Stuart ist bestrebt, eine neue Sprache für jedes Stück in Zusammenarbeit mit Künstlern aus verschiedenen kreativen Disziplinen zu entwickeln und arbeitet im Spannungsfeld zwischen Tanz und Theater. Die Verwendung von Theater-Objekten, neben dem Dialog zwischen Bewegung und Erzählung, sind wiederkehrende Themen in ihren Choreografien. Stuarts choreografische Arbeit dreht sich um die Idee eines unbeständigen Körpers, der verletzlich und selbstreflexiv ist. Durch Improvisation, erkundet Stuart körperliche und emotionale Zustände oder die Erinnerungen an sie. Ihre künstlerische Arbeiten steht analog zu einer ständig wechselnden Identität. Sie definieren sich ständig selbst neu auf der Suche nach neuen Präsentationskontexten und Bereichen für den Tanz.
Auf Einladung des Intendanten Johan Simons wurde 2010 Meg Stuart/Damaged Goods zur assoziierten Compagnie an den Münchner Kammerspielen. Damaged Goods kooperiert oft mit dem Kaaitheater (Brüssel) und dem HAU Hebbel am Ufer (Berlin). Im Jahr 2014 tourte Meg Stuart/Damaged Goods die Stücke „BLESSED“ (2007), „VIOLET“ (2011), „Built to Last“ (2012), „Sketches/Notebook“ (2013) und „Hunter“ (2014). 2019 war sie künstlerische Leiterin des von der Kulturstiftung des Bundes veranstalteten „Tanzkongress“ in Dresden-Hellerau mit dem Untertitel „A Long Lasting Affair“.
Seit 2014 ist sie Mitglied der Akademie der Künste Berlin.

## Choreographien (Auswahl)
- Disfigure Study, 1991
- No Longer Readymade,  1993
- Swallow my yellow smile, 1994
- No One is Watching, 1995
- Inside Skin #1 They live in Our Breath, 1996
- Splayed Mind Out, 1997
- Remote, 1997
- appetite, 1999
- Comeback, 1999
- Snapshots, 1999
- Highway 101, 2000/2001
- Alibi, 2001
- Henry IV, 2002
- Visitors Only,  2003
- Das goldene Zeitalter, 2003
- Forgeries, Love and other Matters,  2004
- Der Marterpfahl, 2005
- REPLACEMENT, 2006
- It's not funny!,  2006
- Blessed,  2007
- Maybe Forever,  2007
- All Together Now, 2008
- Die Massnahme/Mauser, 2008
- Do Animals Cry, 2009
- the fault lines, 2010
- VIOLET, 2011
- Built to Last, 2012
- Sketches/Notebook, 2013
- Hunter, 2014
- UNTIL OUR HEARTS STOP, 2015
- Inflamável, 2016
- Shown and Told, 2016
- Atelier III, 2017
- Projecting [Space[, 2017
- Celestial Sorrow, 2018

## Auszeichnungen
Im Jahr 2000 gewannen Meg Stuart und ihre Compagnie Damaged Goods den Culture Prize K.U. Leuven. 2006 erhielt Stuart für ihr Stück Replacement den Deutschen Theaterpreis DER FAUST. 2008 wurde ihr Gesamtwerk mit dem Bessie Award und dem Kulturpreis der Flämischen Gemeinschaft ausgezeichnet. Meg Stuart wurde 2012 der Konrad-Wolf-Preis von der Akademie der Künste Berlin verliehen. Im Jahr 2018 erhielt sie den Goldenen Löwen der Tanz-Biennale in Venedig für ihr Lebenswerk und wurde im Rahmen des Deutschen Tanzpreises zusammen mit ihrer Compagnie Damaged Goods als herausragende Interpreten gewürdigt.